# Miss Intercontinental 2010
Miss Intercontinental 2010 fue la trigésima novena (39.ª) edición del certamen Miss Intercontinental, correspondiente al año 2010; la cual se llevó a cabo el 7 de noviembre en Punta Cana, República Dominicana. Candidatas de 58 países y territorios autónomos compitieron por el título. Al final del evento, Hannelly Zulami Quintero Ledezma, Miss Intercontinental 2009 de Venezuela, coronó a Maydelise Columna Rodríguez, de Puerto Rico, como su sucesora.

## Resultados
| Posiciones                 | Candidata |
| -------------------------- | --- |
| Miss Intercontinental 2010 | - Puerto Rico - Maydelise Columna Rodríguez |
| Primera Finalista          | - Perú - Karen Susana Schwarz Espinoza |
| Segunda Finalista          | - Bahamas - Anastagia Pierre |
| Tercera Finalista          | - República Dominicana - Olga Lidia Navarro Santos |
| Cuarta Finalista           | - Colombia - Macri Elena Vélez Sánchez |
| Top 15                     | - Bonaire - Benazir Berends-Charles - Filipinas - Christi Lynn Landrito McGarry - Grecia - Paraskevi Chatzigianni - Jamaica - Kerry-Ann Moxam - Moldavia - Nataliya Ivanova - Paraguay - Maura Rojas Cantero - Polonia - Izabela Wilczek - Samoa - Danielle Lelo - Ucrania - Liliya Penova - Venezuela - Flory Gabriela Díez Estrada |

### Reinas Continentales
| Continente     | Candidata                                   |
| -------------- | ------------------------------------------- |
| África         | - Etiopía - Rodina Kebede Gebremariam       |
| América        | - Perú - Karen Susana Schwarz Espinoza      |
| Asia y Oceanía | - Filipinas - Christi Lynn Landrito McGarry |
| Caribe         | - Puerto Rico - Maydelise Columna Rodríguez |
| Europa         | - Polonia - Izabela Wilczek                 |

## Premiaciones
| Premio               | Candidata                              |
| -------------------- | -------------------------------------- |
| Miss Simpatía        | - Canadá - Heather Ellis               |
| Miss Fotogénica      | - Colombia - Macri Elena Vélez Sánchez |
| Mejor Traje Nacional | - Perú - Karen Susana Schwarz Espinoza |
| Mejor Cuerpo         | - Argentina - Micaela López Bianchi    |

## Candidatas
58 candidatas compitieron por el título:
(En la tabla se utiliza su nombre completo, los sobrenombres van entrecomillados y los apellidos utilizados como nombre artístico, entre paréntesis; fuera de ella se utilizan sus nombres «artísticos» o simplificados).
| País/Territorio      | Candidata                       |
| -------------------- | ------------------------------- |
| Alemania             | Katharina Schönau               |
| Andorra              | Bianca Pérez                    |
| Argentina            | Micaela López Bianchi           |
| Armenia              | Inessa Tadevosyan               |
| Australia            | Sarah Poke                      |
| Austria              | Ivana Thaller                   |
| Bahamas              | Anastagia Pierre                |
| Bielorrusia          | Hanna Kindruk                   |
| Bolivia              | Patricia Gissel Castellón Siles |
| Bonaire              | Benazir Berends-Charles         |
| Brasil               | Bruna Saccol Jaroceski          |
| Bulgaria             | Neli Angelova                   |
| Canadá               | Heather Ellis                   |
| Colombia             | Macri Elena Vélez Sánchez       |
| Corea del Sur        | Chong Yoon-yin                  |
| Costa Rica           | María Fernanda Arias            |
| Cuba                 | Viglis Viquillón                |
| Curazao              | Marvelin Hous                   |
| Dinamarca            | Camilla Bay Jakobsen            |
| Estados Unidos       | Mandy Grisham                   |
| España               | Irene Olivares Mora             |
| Etiopía              | Rodina Kebede Gebremariam       |
| Filipinas            | Christi Lynn Landrito McGarry   |
| Georgia              | Nanuka "Nana" Gogichaishvili    |
| Grecia               | Paraskevi Chatzigianni          |
| Guadalupe            | Whitney Bon                     |
| Hungría              | Krisztina Pasztor               |
| Inglaterra           | Jessica Rose Edwards Monroy     |
| Jamaica              | Kerry-Ann Moxam                 |
| Kazajistán           | Sabina Sadvakasova              |
| Kosovo               | Linda Miftaray                  |
| Letonia              | Oksana Uzgalova                 |
| Líbano               | Nathaly Farraj                  |
| Luxemburgo           | Dina Freitas                    |
| Macedonia            | Biljana Shkortova               |
| Mali                 | Linda Tatiene Sanogo            |
| Malta                | Tanita Vella                    |
| Martinica            | Yaël Souchette                  |
| México               | Alejandra Balderas Flores       |
| Moldavia             | Nataliya Ivanova                |
| Montenegro           | Lola Mugoša                     |
| Países Bajos         | Sushma Pahladsing               |
| Paraguay             | Maura Rojas Cantero             |
| Perú                 | Karen Susana Schwarz Espinoza   |
| Polonia              | Izabela Wilczek                 |
| Puerto Rico          | Maydelise Columna Rodríguez     |
| República Checa      | Viviane Dusilova                |
| República Dominicana | Olga Lidia Navarro Santos       |
| Rumania              | Alina Clapa                     |
| Samoa                | Danielle Lelo                   |
| Serbia               | Sanja Radinovic                 |
| Suiza                | Sira Topic                      |
| Tailandia            | Pimpawan Bunjongsiri            |
| Taiwán               | Chen Yao-Chu                    |
| Tonga                | Mary Francis Greatz             |
| Trinidad y Tobago    | Shardina Jordan                 |
| Ucrania              | Liliya Penova                   |
| Venezuela            | Flory Gabriela Díez Estrada     |

### Candidatas retiradas
- Argelia - Meriyam Zigh
- Ghana - Essel Abena Poriia
- Honduras - Linda Beatrice Kennett
- Panamá - Génesis Vergara Flores
- Zambia - Pecivia Chimfwembe Mulenga
- Zimbabue - Vanessa Gayle Sibanda

## Datos acerca de las delegadas
Algunas de las delegadas del Miss Intercontinental 2010 han participado en otros certámenes internacionales de importancia:
- Anastagia Pierre (Bahamas) participó sin éxito en Miss Universo 2011.
- Benazir Berends-Charles (Bonaire) participó sin éxito en Miss Mundo 2011 y Miss Globe 2012.
- Viglis Viquillón (Cuba) participó sin éxito en Reina Hispanoamericana 2010.
- Christi Lynn Landrito McGarry (Filipinas) fue semifinalista en Top Model of the World 2009/2010 y primera finalista en Miss Intercontinental 2015.
- Nanuka Gogichaishvili (Georgia) participó sin éxito en Miss Universo 2010.
- Linda Tatiene Sanogo (Malí) participó sin éxito en Miss Supranacional 2010 y Miss Asia Pacífico Mundo 2011.
- Karen Susana Schwarz Espinoza (Perú) participó sin éxito en Miss Universo 2009.
- Izabela Wilczek (Polonia) fue finalista en Miss Tierra 2009.
- Sanja Radinovic (Serbia) participó sin éxito en Miss Internacional 2008.
- Mary Francis Greatz (Tonga) participó sin éxito en Miss Tierra 2009.

## Sobre los países en Miss Intercontinental 2010

### Naciones debutantes
| - Andorra - Kosovo - Mali | - Moldavia - Tonga |

### Naciones que regresan a la competencia
Compitió por última vez en 1975:
- Samoa

Compitió por última vez en 1983:
- Bonaire

Compitió por última vez en 1990:
- Argentina

Compitió por última vez en 1999:
- Paraguay

Compitió por última vez en 2001:
- Trinidad y Tobago

Compitió por última vez en 2003:
- Cuba

Compitió por última vez en 2004:
- Luxemburgo

Compitió por última vez en 2006:
- Jamaica

Compitieron por última vez en 2007:
- Costa Rica
- Suiza

Compitieron por última vez en 2008:
- Bulgaria
- España
- Inglaterra
- Kazajistán
- México
- República Dominicana
- Taiwán

### Naciones ausentes
Afganistán,  El Salvador,  Estonia,  Finlandia,  Ghana,  Guatemala,  Honduras,  Irlanda,  Lituania,  Nigeria,  Noruega,  Pakistán,  Panamá,  República Eslovaca,  Rusia,  Singapur,  Suazilandia,  Sudáfrica,  Turquía y  Zimbabue no enviaron una candidata este año.